# Macrocentrum vestitum
Macrocentrum vestitum är en tvåhjärtbladig växtart som beskrevs av Noel Yvri Sandwith. Macrocentrum vestitum ingår i släktet Macrocentrum och familjen Melastomataceae. Inga underarter finns listade i Catalogue of Life.